# Under the Skin (jogo eletrônico)
Under The Skin (Lançado no Japão como めいわく星人パニックメーカー (Meiwaku Seijin Panikku Mēkā, Mischievous Alien: Panic Maker) é um jogo eletrônico de comédia sci-fi da Capcom, lançado em outubro de 2004 para o PlayStation 2. O personagem principal é um extraterrestre chamado Cosmi, enviado do Planet Mischief à Terra para criar tumulto geral. O jogo apresenta participações especiais de alguns personagens de outros jogos da Capcom, como um nível inteiro que funciona como uma paródia de Resident Evil 3: Nemesis.